# Gabiano (Wein)
Gabiano ist ein Rotwein aus der Gegend um Gabiano im Piemont. Der Wein hat seit dem 15. Juli 1983 den Status einer „kontrollierte Herkunftsbezeichnung“ (Denominazione di origine controllata – DOC), die zuletzt am 7. März 2014 aktualisiert wurde.

## Anbau
Der Anbau und die Vinifikation der Weine ist in den Gemeinden Gabiano und Moncestino in der Provinz Alexandria gestattet.

## Erzeugung
Der Wein wird aus den Rebsorten Barbera (90–95 %) sowie Freisa und Grignolino (einzeln oder gemeinsam) zu höchstens 5–10 % erzeugt.

## Beschreibung
Laut Denomination (Auszug):
- Farbe: von rubinrot bis zu granatrot bei zunehmender Reife
- Geruch: weinig, charakteristisch
- Geschmack: trocken, harmonisch, körperreich
- Alkoholgehalt: mindestens 12,0 Vol.-%, für das Prädikat „Riserva“ mind. 12,5 Vol.-%
- Säuregehalt: mind. 5,0 g/l
- Trockenextrakt: mind. 22,0 g/l

Einige Rebflächen der Gemeinde Gabiano gehören zur DOC Rubino di Cantavenna.